# 齋藤瑞穂
齋藤 瑞穂（さいとう みずほ、1976年3月17日 - ）は、日本のフリーアナウンサー。TCP Artist所属。元広島ホームテレビのアナウンサー。

## 略歴
- 1976年（昭和51年）3月17日東京都に生まれ、東北地方で育つ。
- 1998年（平成10年）3月…宮城学院女子大学卒業
- 2004年（平成16年）3月…NHK福島放送局退局
- 2004年（平成16年）6月14日…TVhテレビ北海道に契約アナウンサーとして入社。
- 2009年（平成21年）5月31日…同局退社。
- 2011年（平成23年）5月2日…広島ホームテレビに契約アナウンサーとして入社。
- 2013年（平成25年）3月に同局を退社。

## TVh在局時の担当番組
- TVhこれが7つ星ショッピング
- おばんでスタ!
- イトテツ
- 遊びなDJ - ナレーション
- みちゃお - MC
- TVh道新ニュース - 矢部順子が出演しないとき
- TVhサマー競馬 - アシスタント